# Прохождение Венеры по диску Солнца 6 июня 2012 года
| Моменты касаний (UTC) | Моменты касаний (UTC) |
| --------------------- | --------------------- |
| I                     | 22:09:38              |
| II                    | 22:27:34              |
| Максимум              | 01:29:36              |
| III                   | 04:31:39              |
| IV                    | 04:49:35              |
|                       |                       |

Прохождение Венеры по диску Солнца 6 июня 2012 года (для США — 5 июня 2012 года) — астрономическое явление: для земного наблюдателя — перемещение тёмного диска Венеры (видимый диаметр — примерно 1') по диску Солнца (диаметр — около 30') в течение нескольких часов. Это второе из нынешней пары прохождений, первое было 8 июня 2004 года. Предыдущая пара прохождений происходила в 1874 и 1882 годах, а следующая произойдёт в 2117 и 2125 годах.

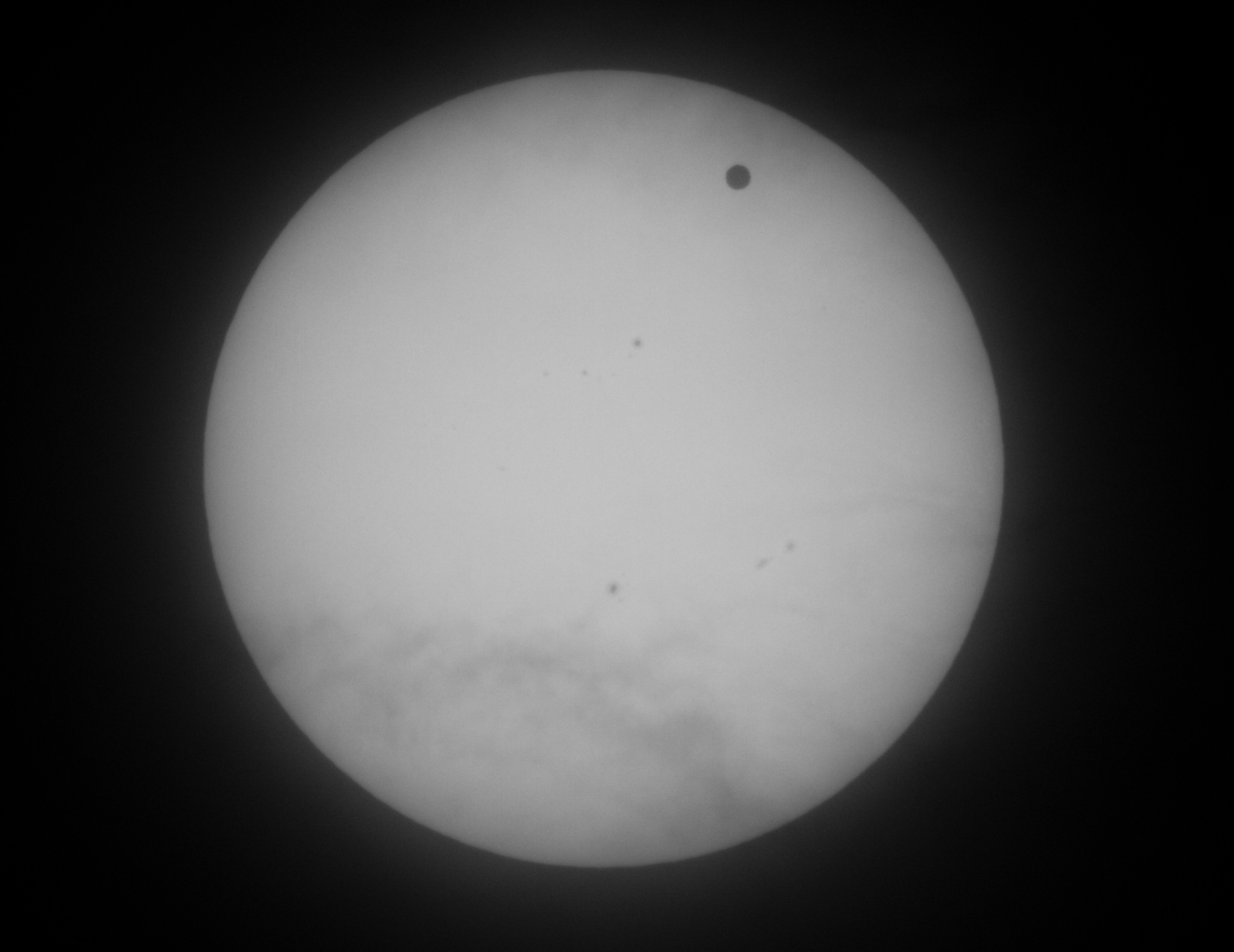
Прохождение Венеры по диску Солнца, вид из Москвы. Помимо Венеры, хорошо различимы солнечные пятна текущего цикла солнечной активности

## Описание
Как и в предыдущее прохождение текущей пары, происходившее в 2004 году, с помощью специальных приборов было возможно наблюдение явления Ломоносова: при вхождении и выходе Венеры с диска Солнца вокруг части планеты, находящейся вне Солнца, возникает светлый ореол — «пупырь» — следствие наличия у планеты атмосферы, открытой М. В. Ломоносовым при прохождении Венеры по диску Солнца 1761 года. Это открытие было повторено экспериментально в 2012 году. Во время более частых прохождений Меркурия по диску Солнца этот эффект не наблюдается, поскольку у Меркурия нет атмосферы.

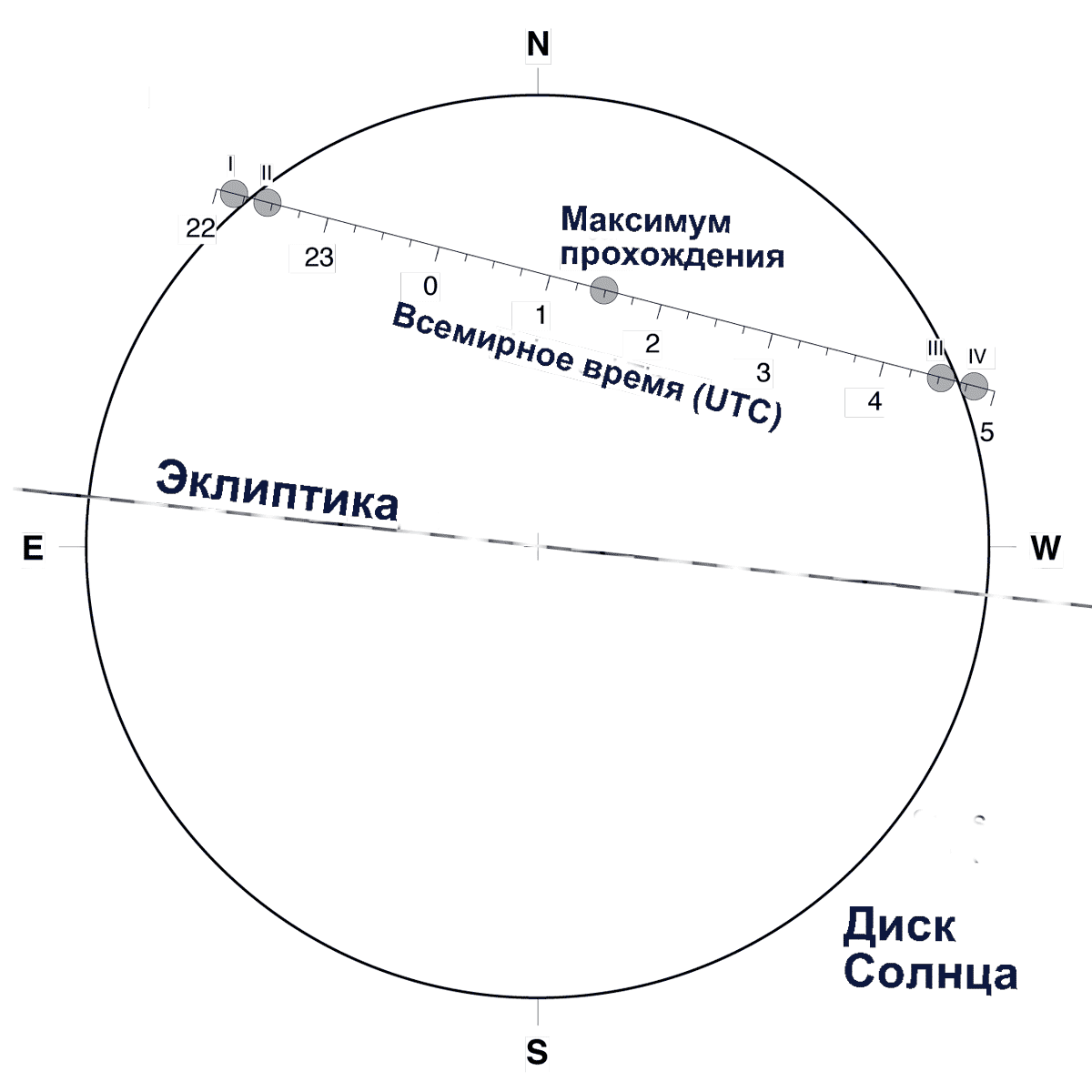
Схема прохождения Венеры по диску Солнца 6.6.2012

Компьютерная анимация прохождения Венеры

В прежние времена прохождение Венеры по диску Солнца также использовалось астрономами для уточнения параллакса Солнца, по которому определялось значение расстояния от Земли до Солнца, служившего главной мерой астрономических расстояний. Особенно важными считались именно вторые прохождения восьмилетней пары, подобные этому. Для определения параллакса Солнца проводились наблюдения из двух или более точек земной поверхности, и параллакс вычислялся по разнице в продолжительности явления для разных мест наблюдения. Было важно, чтобы одна из точек находилась в небольшой области на Земле, где прохождение начинается до нижней кульминации Солнца, а заканчивается после неё. Такое возможно либо в зоне полярного дня, либо в ещё меньшем районе — там, где прохождение начинается до заката и заканчивается после восхода:23. В 1769 году, например, этот район включал и Петербург, в 2012 году он был расположен в районе Исландии и прилегающей водной территории (область «X» на карте в следующем разделе). Зато в восточной части России при благоприятных погодных условиях в 2012 году можно было наблюдать прохождение Венеры по диску Солнца полностью, тогда как, например, для многих областей Европы оно началось ещё до восхода. Невооружённым глазом смотреть на Солнце нельзя, при отсутствии оптических приборов с солнечным фильтром можно было попробовать наблюдать через стёклышко щитка сварщика, гибкий диск разобранной дискеты, проецировать изображение Солнца через маленькое отверстие (по принципу камеры-обскуры) на расположенный за ним экран и т. д. Разрешающая способность человеческого глаза близка к 1', поэтому одного лишь солнечного фильтра для точных наблюдений, например, для определения моментов контактов, было недостаточно, потребовалось ещё и увеличение.
|  |  |  |  |  |  |
|  |  |  |  |  |  |

Для прохождения Венеры по диску Солнца нужно, чтобы в момент нижнего соединения планеты с Солнцем она находилась вблизи узла её орбиты. У последовательных пар прохождений узлы чередуются. Эта пара происходила вблизи нисходящего узла орбиты, поэтому для наблюдателей в Северном полушарии планета по диску Солнца перемещалась сверху вниз и, как и для пары вблизи восходящего узла, слева направо. В 2004 году прохождение было на два дня позже — после прохождения нисходящего узла, поэтому хорда пути Венеры наблюдалась в нижней части Солнца, 6 июня 2012 года Венера прошла по диску Солнца до прохождения через нисходящий узел, поэтому эта хорда пролегла в верхней части Солнца:248:14-15.

## Карта видимости прохождения
Прохождение полностью наблюдалось в Сибири, Дальнем Востоке в России, Аляске, Гавайях в США, восточной половине Австралии, Новой Зеландии, а также в Монголии, восточной половине Китая и Японии, Северной и Южной Корее.
Прохождение началось на восходе в северо-восточной Африке, в большей части Европы, на Ближнем Востоке, Индии и Средней Азии.
Прохождение кончилось на западе на всей территории США и Канады (кроме арктических районов, где наблюдается полярный день).
Прохождение не было видно в большей части Африки, Южной Америки, всей территории Антарктиды, а также во всём Атлантическом океане.

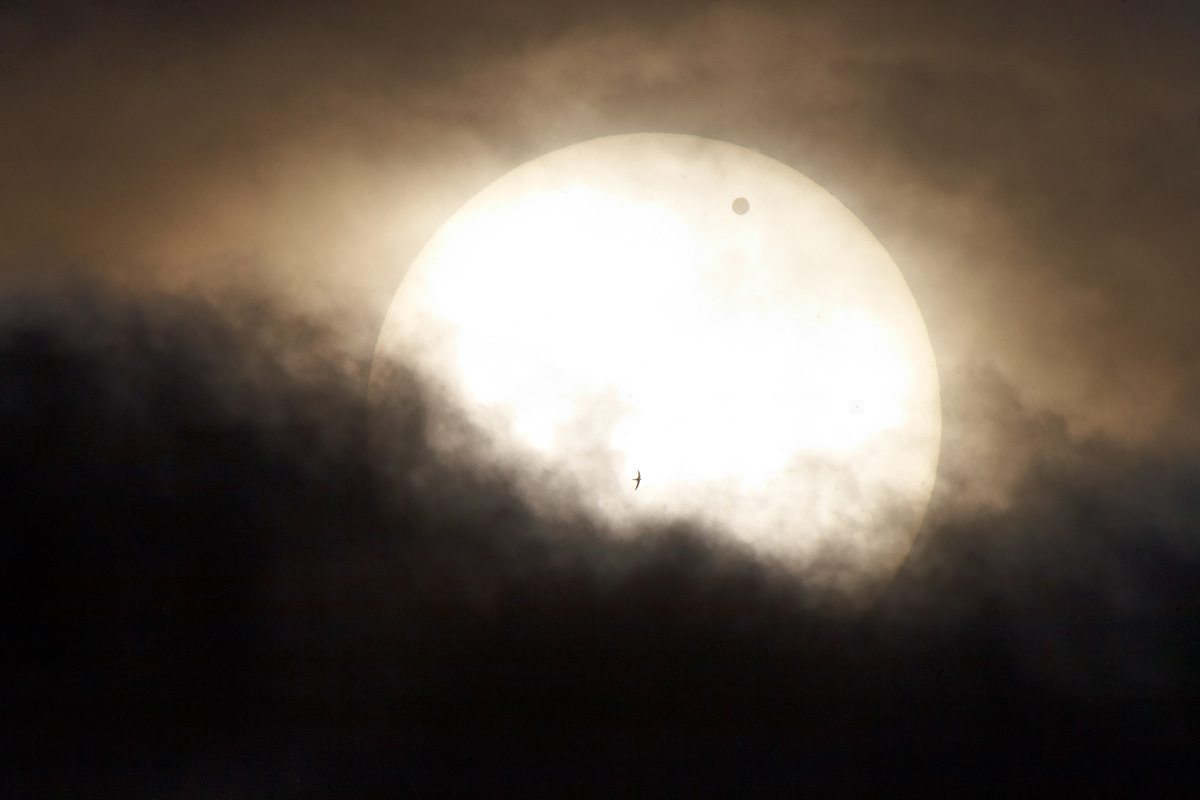
Венера и Солнце 6 июня 2012 года над Москвой, Россия

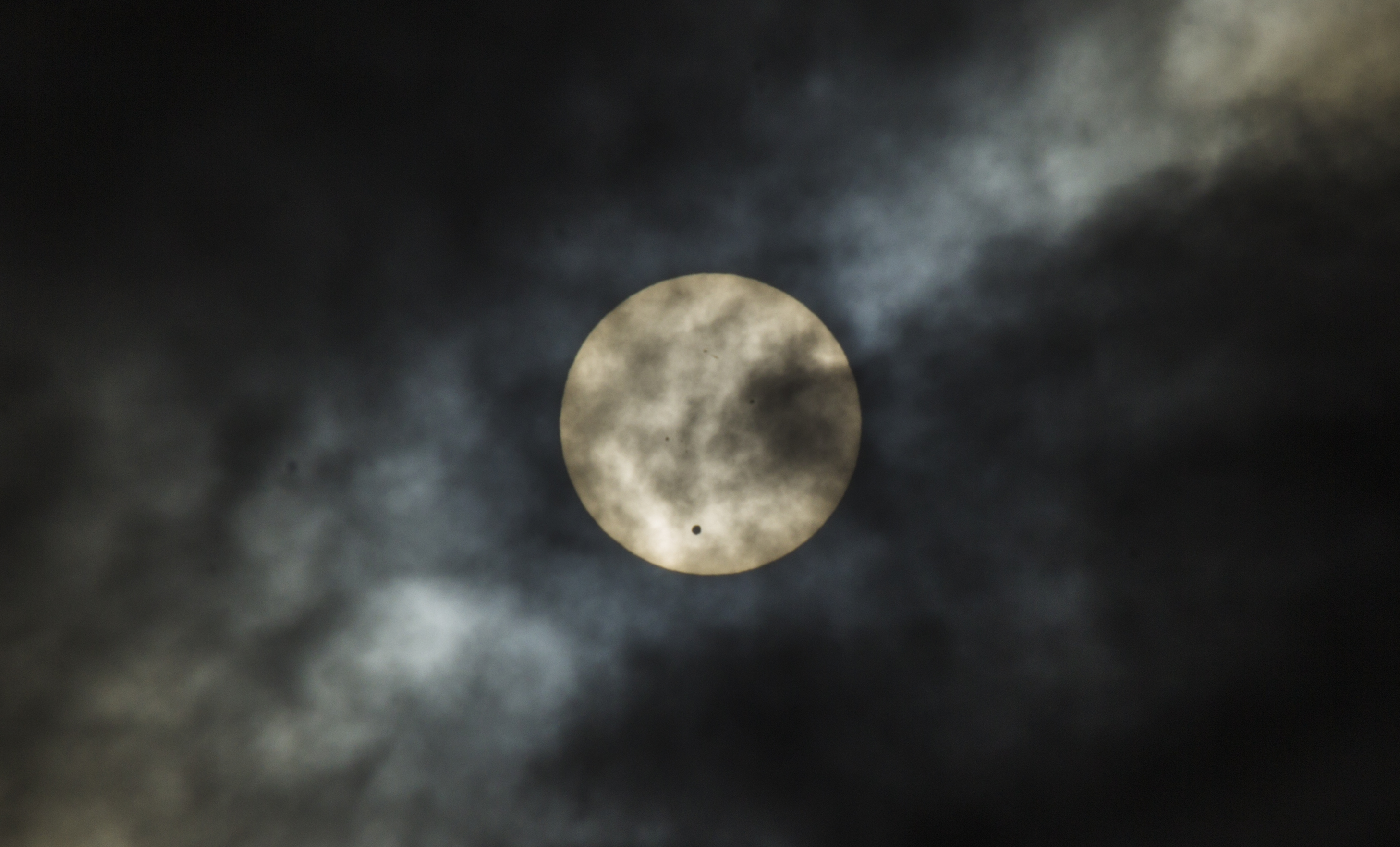
Прохождение Венеры по диску Солнца 6 июня 2012 года, вид из Мельбурна. Поскольку это Южное полушарие, Венера — в нижней части диска Солнца